# Selenops formosus
Selenops formosus là một loài nhện trong họ Selenopidae.
Loài này thuộc chi Selenops. Selenops formosus được Elizabeth Bangs Bryant miêu tả năm 1940.